# Mensa International
A Mensa International é a maior, mais antiga e mais famosa sociedade de alto QI do mundo. A organização destina-se à associação entre pessoas com quocientes de inteligência nos 2% do topo de qualquer teste de inteligência padrão aprovado. Mensa compreende os grupos nacionais e a organização guarda-chuva Mensa Internacional, com sede em Caythorpe, Inglaterra - que por sua vez tem um escritório em separado da Mensa Britânica em Wolverhampton.
A palavra mensa (/ˈmɛnsə/; Latim: [ˈmensa]) significa "mesa" em Latim, como é simbolizada no logotipo da organização, e foi escolhido para demonstrar a natureza de mesa-redonda da organização; a união de iguais.
No Brasil, é representada pelo grupo local Mensa Brasil. Em Portugal, o Mensa Portugal foi criado em 2016 para início das atividades.[carece de fontes?] Nos outros países de língua portuguesa existem membros diretamente ligados à Mensa Internacional, mas sem grupo local reconhecido.

## Histórico
Roland Berrill, um advogado australiano e o Dr. Lancelot Ware, jurisconsulto e cientista inglês, fundaram a Mensa na Inglaterra em 1946. Eles haviam tido a ideia de formar uma sociedade para pessoas brilhantes, a única qualificação para tornar-se membro era ter um alto QI. Os objetivos originais eram, como ainda são hoje, a criação de uma sociedade não-política livre de todas as distinções raciais ou religiosas. A sociedade dá as boas vindas a todas as pessoas, independentemente de sua origem, cujos QIs preencham o critério, com o objetivo dos membros apreciarem a companhia uns dos outros e participarem de uma vasta gama de actividades sociais e culturais.
A Mensa aceita indivíduos cuja pontuação esteja acima dos 98% em testes-padrão de QI tais como o Stanford-Binet. Novas pontuações em certos testes comuns, tais como o SAT e o GRE, não são mais aceitos, seja porque não são mais considerados testes de inteligência, seja porque não medem mais pontuações acima de 98%, embora resultados antigos destes testes sejam aceitos. A Mensa administra seus próprios testes ou testes gerais existentes aprovados pela associação para aqueles que ainda não têm pontuações qualificativas em outros exames prévios; cada grupo nacional da Mensa têm suas próprias regras e procedimentos para a aplicação de testes. Dado que testes diversos são parametrizados diferentemente, não é significativo comparar pontuações totais entre testes, somente percentuais.
A Mensa International tem mais de cem mil membros, sendo mais de cinquenta mil somente nos Estados Unidos. Em acréscimo ao encorajamento de interacção social entre seus membros, a organização está também envolvida com programas para crianças superdotadas, alfabetização e bolsas de estudo. O nome provém de mensa, a palavra latina para "mesa" e indica que é uma sociedade de iguais que se sentam à volta de uma mesa.
A Mensa está presente em mais de 100 países. A Mensa Internacional possui uma estrutura que delega a administração a grupos nacionais organizados. São três as categorias de "Mensas Nacionais": A Emerging, a Provisional e a Full. A última é a com maior grau de autonomia. Para a Mensa Nacional ser promovida de categoria é necessário ter progressivo aumento de número de membros, além da promoção de atividades de intercâmbio e benefícios para os membros existentes. Os presidentes das Mensas Nacionais Full formam o IBD (International Board of Directors). Para uma Mensa Nacional ter direito a um voto neste conselho, é necessário pelo menos 500 membros. Uma Mensa Nacional pode ter direito a mais de um voto, proporcionalmente ao número de membros que esta possui. Nos países onde não existem Mensas Nacionais organizadas, os membros são filiados diretamente à Mensa Internacional.
Nos Estados Unidos, a Mensa cresceu muito rapidamente nos anos 60, muito em função da possibilidade de uso dos testes SAT e GRE (os mesmos usados para admissão em colleges e faculdades. Tais testes têm boa correlação com a psicometria envolvida nos testes de QI). No Brasil, a Mensa foi instalada em 2000, formalizada em 2002 (com CNPJ, na forma de organização sem fins lucrativos: Associação Mensa Brasil) e rapidamente a filial brasileira alcançou 300 membros, viabilizando o primeiro evento internacional da Mensa (IBD: International Board of Directors) em 2003 no Rio de Janeiro. Em 2016 a Mensa Internacional completou 70 anos e celebrou a ocasião no World Gathering em Kyoto, no Japão.

## Missão
A constituição da Mensa enumera três finalidades: "para identificar e fomentar a inteligência humana para o benefício da humanidade, para incentivar pesquisas sobre a natureza, características e usos da inteligência, e para fornecer um ambiente intelectual e social estimulante para os seus membros".
Para este fim, a organização também está envolvida com programas para crianças superdotadas, alfabetização e bolsas de estudo, e também detém inúmeras reuniões.

## Estrutura organizacional
A Mensa Internacional consiste em mais de 100 mil membros em 50 grupos nacionais (geralmente registrados na forma de pessoa jurídica sem fins lucrativos). Os indivíduos que vivem em um país com um grupo nacional se juntam ao grupo nacional, enquanto que aqueles que vivem em países sem uma unidade, quando reconhecidos, podem se juntar a Mensa Internacional diretamente. Os maiores grupos nacionais são: A American Mensa, com cerca de 46 mil membros, A Mensa britânica, com mais de 14 mil membros, e a Mensa Alemã, com mais de 10 mil membros.
A Mensa Internacional possui uma estrutura que delega a administração a grupos nacionais organizados. São três as categorias de “Mensas Nacionais”: A Emerging, a Provisional e a Full. A última é a com maior grau de autonomia. Para uma Mensa Nacional ser promovida de categoria é necessário ter progressivo aumento de número de membros, além da promoção de atividades de intercâmbio e benefícios para os membros existentes. Os presidentes das Mensas Nacionais Full formam o IBD (International Board of Directors). Para uma Mensa Nacional ter direito a um voto neste conselho, é necessário pelo menos 500 membros ativos. Uma Mensa Nacional pode ter direito a mais de um voto, proporcionalmente ao número de membros que esta possui. Nos países onde não existem Mensas Nacionais organizadas, os membros são filiados diretamente à Mensa Internacional.
A Fundação Mensa também edita e publica seu próprio Mensa Research Journal, nos quais são publicados artigos de Mensans e não Mensans de variados tópicos referentes a conceito e medida de inteligência. Os grupos nacionais também emitem periódicos, como Mensa Bulletin, publicação mensal da American Mensa, e Mensa Magazine, a publicação mensal da British Mensa.
Atualmente são mais de 50 Mensas nacionais, dentre elas:
- Mensa África do Sul
- Mensa Alemanha
- Mensa Argentina
- Mensa Austrália
- Mensa Áustria
- Mensa Bélgica
- Mensa Brasil
- Mensa Bulgária
- Mensa Canadá
- Mensa China
- Mensa Chipre
- Mensa Colômbia
- Mensa Coréia do Sul
- Mensa Croácia
- Mensa Dinamarca
- Mensa Eslováquia
- Mensa Eslovênia
- Mensa Espanha
- Mensa Estados Unidos
- Mensa Filipinas
- Mensa Finlândia
- Mensa França
- Mensa Grécia
- Mensa Holanda
- Mensa Hong Kong
- Mensa Hungria
- Mensa Ilhas do Canal
- Mensa Índia
- Mensa Internacional
- Mensa Irlanda
- Mensa Israel
- Mensa Itália
- Mensa Japão
- Mensa Luxemburgo
- Mensa Macedônia
- Mensa Malásia
- Mensa México
- Mensa Montenegro
- Mensa Noruega
- Mensa Nova Zelândia
- Mensa Paquistão
- Mensa Polônia
- Mensa Reino Unido
- Mensa República Tcheca
- Mensa Romênia
- Mensa Sérvia
- Mensa Singapura
- Mensa Suécia
- Mensa Suíça
- Mensa Turquia

## Alguns periódicos mensanos
Algumas das Mensas Nacionais possuem periódicos online abertos para a comunidade exigidos pela Mensa Internacional para fomentar a inteligência e dar importância a produção dos mensanos. São discutidas atividades, notícias, concursos e compartilhadas as produções de membros e colaboradores externos. O conteúdo da revista inclui notícias sobre a Mensa e suas atividades, notas sobre diversos temas, histórias, poemas, fotos, desenhos e jogos, entre outras coisas.
Algumas dessas estão publicados na revista eletrônica issuu, ou no próprio site, e são:
- Mensa México - El Mensajero
- Mensa International - MIJ: Mensa International Journal
- Mensa Índia - MInd
- Mensa Itália - Mensa News (publicando semanalmente a agenda de eventos, relatórios de atividades realizadas, propostas e contribuições de vários tipos.)
- Mensa Itália - BiMensale (Coleção online bimestral de contribuições gratuitas de membros com publicação anual de prestígio (MIR).)
- Mensa Itália - Memento (bimensal, apresenta peças literárias, insights científicos e culturais, quebra-cabeças. É só para membros.)
- Mensa Brasil - Revista Mensa Brasil
- Mensa África do Sul - The Chronicle
- Mensa Alemanha - MinD-Magazin
- Mensa Argentina - Mensapiens (Mensapiens é uma publicação aberta à comunidade a partir do seu número 12 para leitura e envio de colaborações e sugestões. A revista tem uma periodicidade trimestral.)

## Mensa em Portugal
Em Portugal está a ser constituído um capítulo nacional da Mensa, cuja fundação ocorreu em 2016.[carece de fontes?] Em 2002, haveria cerca de 25 membros, que organizaram em Setembro desse ano um encontro dos membros nacionais da Mensa, em Tomar. Desde então, realizam-se testes em Portugal (até então feitos através da Mensa International), criou-se a página da Mensa em Portugal, e alargou-se o número de membros até cerca de 75 (em 2007).
A Azinhaga, no interior de Portugal, tem sido progressivamente escolhida como a "capital" dos Mensanos Portugueses, e são concorridos os almoços de convívio que se realizam duas a três vezes no ano. Também ocorre, por vezes, um encontro-almoço noutros pontos do País.
Em 2007, alguns Mensanos e amigos da Mensa, participaram no reality-show "A Bela e o Mestre", como forma de aumentar a mediatização da Mensa.
Actualmente, os Mensanos Portugueses estão autorizados a realizar testes de admissão; há Mensanos no Porto e em Lisboa responsáveis pela organização de sessões periódicas de testes. Em 2016, a Mensa International formou membros residentes em Portugal para possibilitar a realização de testes e a criação da Mensa local.

## Mensa no Brasil
Atualmente, o grupo conta com aproximadamente 4 000 membros aceitos. A maioria dos membros se concentra em São Paulo, onde tem sua sede oficial, e Rio de Janeiro.
Alguns membros notáveis são:
- Alberto Dell'Isola, hipnólogo, escritor, palestrante e recordista sul-americano de memória. Possui best-sellers como: Mentes Brilhantes, Mentes Fantásticas e Mentes Geniais. Seu canal no YouTube conta com mais de 400 mil inscritos.
- Alexey Dodsworth, escritor de ficção científica e doutor em Filosofia pelas Universidade de São Paulo e Universidade de Veneza.
- Cristina Lasaitis,  autora de ficção científica brasileira, considerada como pertencente à "terceira onda" do gênero no Brasil. Biomédica e Psicobióloga, pesquisa emocionalidade e preconceitos sociais.
- Lucas Tucci Di Grassi, piloto de corridas automobilísticas de Fórmula E pela equipe Audi. Foi piloto de Fórmula 1 em 2010 pela equipe Virgin Racing.
- Marcelo Abrileri, empresário brasileiro voltado à área de Tecnologia da Informação e Internet. Foi fundador de um dos primeiros provedores de acesso à Internet no Brasil, Alphanet, em 1995.
- Pierluigi Piazzi, co-fundador da Editora Aleph, um dos primeiros presidentes da Mensa Brasil, locutor da rádio Jovem Pan, químico, físico, e professor por mais de 30 anos. Na ocasião de sua morte, foi homenageado pelos membros da Associação por seus serviços prestados ao desenvolvimento do intelecto humano.
- Roger Moreira, líder do grupo de rock Ultraje a Rigor.
- Yago Martins, teólogo, escritor e pastor batista, autor de "A Máfia dos Mendigos" e outras obras. Um dos principais expoentes do Novo Calvinismo no Brasil.

A primeira Assembléia Geral anual (Annual Gathering ou AG) foi realizada em 2003, em Bragança Paulista, e a mais recente, em abril de 2023, em Belo Horizonte, Minas Gerais. Em 2003, o encontro internacional do IBD (International Board of Directors) foi sediado no Rio de Janeiro.

## Membros conhecidos
- Arthur C. Clarke escritor britânico de ficção
- Charles Berlitz linguista e escritor norte-americano
- Garry Bushell jornalista britânico
- Geena Davis atriz norte-americana
- Isaac Asimov autor americano de ficção científica
- Joyce Carol Oates escritor norte-americano
- Kara Hayward atriz
- Nelson DeMille escritor norte-americano
- Nolan Gould ator norte-americano
- Marilyn vos Savant escritora norte-americana
- Markus Persson fundador e desenvolvedor do Minecraft
- Martin Cooper "pai" do telefone móvel
- Scott Adams cartunista americano
- Tony Buzan escritor britânico

Outros membros de notoriedade podem ser verificados na página Lista de Mensans.

## Como pertencer à Mensa
O procedimento de acesso à Mensa pode diferenciar-se de país para país, de acordo com as regras locais.
No Brasil, os requisitos mínimos atuais para candidatar-se ao teste de admissão aplicado pela Mensa são ter 17 anos completos. Exigências diferenciadas podem ser estabelecidas para candidatos que apresentem laudos fornecidos por psicólogos. Os testes e detalhes sobre admissão são divulgados na página da Mensa Brasil.
Para habitantes de países que não possuam Mensa local, como Portugal, é autorizado o acesso direto à Mensa International. É utilizado um teste proprietário para ser aplicado a todos os candidatos, preferencialmente em condições controladas por um psicólogo ou equiparado. Dependendo das condições locais, podem ser organizados testes individuais ou coletivos. A Mensa International assegura a realização dos testes nos países que não possuem uma Mensa nacional, e existem responsáveis nomeados para a realização de tais testes (chamados "Proctor"). Após a sua realização, os testes são enviados para correção em Londres, sendo o candidato depois contactado com a comunicação do resultado e, se tiver resultado favorável, um convite para inscrição na Mensa International.